# Greg Plitt
George Gregory Plitt, Jr, conosciuto come Greg Plitt (Baltimora, 3 novembre 1977 – Burbank, 17 gennaio 2015), è stato un attore, culturista e modello statunitense.

## Biografia
Nato a Baltimora da una famiglia originaria di Lutherville nel Maryland, sua madre era una disegnatrice di interni e suo padre era un agente immobiliare. Nel 2000 entrò nell'Accademia militare di West Point e da qui entrò nei Rangers dove rimase per cinque anni. Terminato il servizio militare nei Rangers si trasferisce a Los Angeles e divenne anche culturista ufficiale per l'azienda californiana di integratori alimentari Met-Rx, venendo premiato dalla stessa società come atleta dell'anno 2012.
Divenne anche autore del programma di allenamento sportivo MFT28 pubblicato su Bodybuilding.com e apparso in seguito su Maxim, AXL, American Health & Fitness, Flaunt, Men's Fitness, Muscle & Fitness, Men's Health, FitnessRx for Men, Instinct Magazine e Men's Exercise e sfilò per Under Armour, Old Navy Jeans, Calvin Klein, Modell's e Skimpies. In seguito collaborò con il fotografo e stilista francese Thierry Mugler collaborando per i profumi Angel Men e ICE*Men nel 2005 e nel 2007; negli anni successivi ha fatto alcune pubblicità per Old Spice Body Wash, ESPN's Great Outdoor Games, Under Armour, MTV, Zoli Sinks, Gold's Gym Power Flex, Bowflex. Il suo fisico è stato utilizzato per fare la versione cinematografica del Dottor Manhattan nel film Watchmen nel 2009.
Tifoso della squadra di football americano dei Baltimore Ravens, faceva parte del gruppo di tifosi californiani della squadra The West Wing. È morto investito dal treno Metrolink Antelope Valley Line 268 a Burbank in California il 17 gennaio 2015 all'età di 37 anni mentre stava registrando una pubblicità in cui doveva andare più veloce di un treno.

## Filmografia
- Bobby, regia di Emilio Estevez (2006)
- The Good Shepherd - L'ombra del potere (The Good Shepherd), regia di Robert De Niro (2007)
- Terminator Salvation, regia di McG (2009) - scene tagliate